# Strusoft
StruSoft AB är ett svenskt mjukvaruföretag som utvecklar programvara för analys och dimensionering av byggnader avseende bärförmåga och energi. Startade som en grupp inom Skanska på 1980-talet och har idag, 2022, drygt 2000 kunder med över 20 000 användare i ett 40-tal länder. 
Antalet anställda är cirka 200 och kontor finns i 13 länder.
Huvudkontoret finns i Malmö, Sverige.